# Закон про громадянство (Словаччина)
Закон Словацької національності — закон, який регулює набуття, передачу та втрату словацького громадянства. Закон про громадянство — це закон, прийнятий Національною радою Словаччини стосовно закону про громадянство після розпуску Чехословаччини. У 2010 році до нього було внесено суперечливі зміни, внаслідок чого втрата словацького громадянства після натуралізації в іншому місці. Це певною мірою вплинуло на вибори 2012 року.

## Прийняття Закону про громадянство
До 1993 року Словацька Республіка входила до складу зниклої держави Чехословаччина. 19 січня 1993 року, після того, як Словацька Республіка стала окремою державою, Національна рада Словацької Республіки прийняла закон про громадянство, щоб встановити "умови отримання та втрати громадянства" у новоствореній республіці. Закон набрав чинності на наступний день після його оприлюднення, 16 лютого. Заяви на отримання громадянства видаватимуться Міністерством внутрішніх справ після звернення до районного управління. Громадянин Чехословаччини станом на 31 грудня 1992 року, який ще не був громадянином Словацької Республіки, міг отримати словацьке громадянство після декларації до 31 грудня 1993 року. Громадянство також було відкритим для тих, хто втратив чехословацьке громадянство в результаті розпаду територій після падіння Австро-Угорської імперії.Відповідно до закону 1993 р. громадянин міг втратити словацьке громадянство лише за власним бажанням після отримання громадянства в іншій країні. Однак звільнення громадянства не буде дозволено людям, які винні податки, перебувають під кримінальним розслідуванням, відбувають покарання у в'язниці або втікають.

### Поправка
Сусідня Угорщина ухвалила резолюцію 26 травня 2010 р., в якій вносить зміни до власного закону про громадянство, щоб дозволити будь-якому етнічному угорцеві, який проживає за кордоном (хто володіє угорською мовою та був громадянином Угорщини до 1920 р. Або нащадком громадянина Угорщини до 1920 р.) шукати угорського громадянства. Новий угорський закон, який був ухвалений більшістю 344 голосами "за", три проти й 5 утрималися, викликав реакцію в сусідньому регіоні. Найсильніша реакція відбулася зі Словаччини. Прем'єр-міністр Роберт Фіцо заявив, що дії Угорщини є "загрозою безпеці", оскільки Словаччина приймає у своїх межах 500-тисячну громаду угорських меншин, які, можливо, можуть стати громадянами Угорщини.Того ж дня Словаччина ухвалила пропозицію про внесення змін до Закону про громадянство, щоб обмежити подвійне громадянство, заборонивши словацьке громадянство всім, хто отримав іноземне громадянство за своїм бажанням.Однак ця поправка не забороняла подвійне громадянство для тих, хто набув його при народженні або в шлюбі. 

Словесна суперечка продовжилася в наступному році, коли заступник прем'єр-міністра і міністр юстиції Угорщини Наврачич Тібор поскаржився комісарові ЄС з питань юстиції Вівіан Редінг, що закон нібито порушує Хартію основних прав ЄС, оскільки, на його думку, він суперечить вільному вибору ідентичності й що Словаччина повинна бути покарана, якщо буде визнано, що порушила Хартію.
Я вважаю, що Європейський Союз повинен піти далі, ніж сказати, що це угорсько-словацький конфлікт... оскільки це порушує хартію основних прав. Якщо демократія позбавляє своїх громадян громадянства, застосовуючи санкції проти людей, які реалізують своє право на вільний вибір ідентичності, я вважаю, що це стає проблемою демократії.
Поправки вплинули на голосування на парламентських виборах в Словаччині у 2012 році, коли деяким людям, які намагалися проголосувати, було відмовлено в голосуванні, оскільки вони отримали угорське громадянство.